# Proficio de Mérida
Proficio de Mérida, Proficio o Profirio fue obispo de  Mérida desde algo antes del año 666 cuyo nombre y dignidad episcopal se consolidó en el «Concilio de Mérida» que se celebró en el año 666, cuando el rey Recesvinto llevaba dieciocho años de reinado. Mediante las actas de este concilio se conoce el celo de este obispo por la disciplina eclesiástica así como el poder de convicción que tuvo con el rey para congregar a todos los obispos de su «Provincia» ya que era muy extensa pues llegaba hasta el  río Duero según lo que en su día había estipulado el  Emperador Augusto. No se tienen otras noticias de este obispo más que el concilio citado que como necesitaría de algún tiempo para obtener el beneplácito del rey, la convocatoria de los obispos y el viaje de estos, es por esta razón por la que Enrique Flórez sitúa el comienzo de su pontificado en el 666. Tampoco se conoce la fecha  de su fallecimiento pero como en el año 672 ya gobernaba la iglesia emeritense su sucesor «Festo», su muerte debió suceder poco antes de esta fecha.